# Frank-barlang
A Frank-barlang Magyarország fokozottan védett barlangjai közül az egyik. Az Aggteleki Nemzeti Park területén található. A barlang az Aggteleki-karszt és a Szlovák-karszt többi barlangjával együtt 1995 óta a világörökség része. Bódvaszilas fokozottan védett nyolc barlangja közül az egyik. Az Alsó-hegyen az egyetlen olyan barlang, amelyben patak folyik.

## Leírás
Bódvaszilason, a településtől északnyugatra, az Acskó-forrás felett, körülbelül 50 méterrel magasabban, egy szárazvölgy oldalában nyílik a támfallal védett, kiépített és lezárt bejárata. Egy kis berogyásban található. Jelzett turistaút nem vezet hozzá, de a piros sáv jelzésű turistaúttól nem messze található. Ez az egyetlen olyan alsó-hegyi barlang, amelynek a járatai középső triász, gutensteini mészkőben alakultak ki. A bejárat szerényen, de folyamatosan bővülő, 60 méter hosszú, lejtő, később lépcsőzetes járatba vezet, amely egy nagy, 16 méter mély aknában ér véget.
Az akna a 75 méter hosszú, aktív, patakos főágnak a legnagyobb termébe vezet. A patak folyásával ellentétes irányban, északnyugatra indulva egy rövid, 35 méter hosszú, kanyargó járat után érhető el a Forrás-szifon. Kezdetben az agyagon kell sétálni, majd a patak felett traverzálva kell közlekedni. A kavicsos medrű, kettő–négy méter széles főágban délkeletre, a patak folyásával egyező irányba, 25 métert haladva egy hirtelen letérő, 12 méter hosszú és fokozatosan alacsonyodó járat végén érhető el a Nyelő-szifon. A letéréstől tovább haladva a főágban a járat egy magas hasadék alá ér, amely valószínűleg nagyon megközelíti a felszínt, mert a járat talpszintje felett, 25 méter magasan van a teteje.
A bejárati részen szép meanderek láthatók. Néhány cseppkő figyelhető meg a főág betorkollásánál. Összességében kevés ásványkiválás képződött benne. Az oldott falfelületek és a járatok talpszintjén lévő, a bejárást nehezítő, vörösagyagos kitöltés jellemző a barlangra. A vízszintes kiterjedése 79 méter. Előfordulnak a járatokban denevérek. Meg lett állapítva benne a nagy patkósdenevér, a kis patkósdenevér, a vízi denevér és a közönséges denevér jelenléte. Az Aggteleki Nemzeti Park Igazgatóság engedélyével és kötéltechnikai eszközök használatával, barlangjárásban gyakorlott barlangkutatóknak látogatható.
A hidrológiáját tekintve van időszakosan aktív és aktív része. A déli szifon nagyon szűk és iszapos. Az északi szifonon át folyik be a víz a barlang szifon előtti járataiba. Az alján található állandó vizű patakba a 450 méter légvonalbeli távolságra nyíló Hangyás-víznyelőből és a 650 méter légvonalbeli távolságra nyíló Bába-völgy 3. sz. víznyelőből kerülnek vizek. A víznyelők biztosítják az állandó vízbefolyást. A barlangon átfolyó vizet 16 óra elteltével, a kevesebb mint 200 méterre fakadó Acskó-forrásban sikerült észlelni szalmiákszesszel hígított fluoreszceinnel végrehajtott vizsgálattal. Az Acskó-forráson kívül az Acskóréti-nyelővel és a Csörgő-forrásbarlanggal is hidrológiai kapcsolatban van. Az Acskóréti-nyelőből 44 óra alatt jut el a víz a Csörgő-forrásbarlangba.
Bódvaszilas fokozottan védett 8 barlangja közül az egyik, a másik 7 az Almási-zsomboly, a Kopaszgally-oldali 2. sz. víznyelőbarlang, a Kopasz-vigasz-barlang, a Meteor-barlang, a Szabó-pallagi-zsomboly, a Széki-zsomboly és a Vecsembükki-zsomboly.
Előfordul a barlang az irodalmában Acskó-forrás barlangja (Plózer 1974), Acskói-barlang (Bertalan, Kordos, Országh 1976) és Frank barlang (Vlk 2019) neveken is. 1972-ben volt először Frank-barlangnak nevezve a barlang az irodalmában (Csernavölgyi 1972).

## Kutatástörténet
Az 1964. évi Karszt- és Barlangkutatási Tájékoztató szerint az Alsó-hegy déli nyelősorához tartozik az Alsó-Acskói-víznyelő, amelynek a vize valószínűleg az Alsó-Acskó-forrásban jelenik meg. 1971 óta tudnak a barlang létezéséről. Korabeli, írott dokumentumokban nincs szó a feltárásnak a pontos idejéről és a feltárás körülményeiről. 1972-ben a Vörös Meteor Tektonik Barlangkutató Csoport részt vett az őszi barlangkutató táborban, amelyet Szenthe István vezetett, és az azt követő hétvégi munkatúrákon, amelyeken a csoport a barlangot is kutatta. 1973. június 11-én Mozsáry Péter, Mozsáry Gábor és Nagy János a Fő-ág végponti, déli, iszapos és nagyon szűk szifonján próbáltak átjutni, de sikertelenül.
Az 1973. évi Karszt- és Barlangkutatási Tájékoztatóban az lett publikálva, hogy az Alsó-hegy fennsíkján egyetlen olyan barlang helyezkedik el, amelyik patakos barlang. Ez a barlang a Frank-barlang. A barlang nagy keresztmetszetű dihexagonális kvarckristály-felhalmozódásai alátámasztják az elfogyott vízgyűjtő elméletet. Az 1974. évi Karszt- és Barlangkutatási Tájékoztatóban az olvasható, hogy 1973-ban a Tektonik Barlangkutató Csoport a csoport egyik tagjának részvételével feltárt barlangban részt vett egy szifonátúszási kísérleten. Az 1974. évi Karszt és Barlangban megjelent publikáció szerint gutensteini mészkőben, kb. É–D-i törésvonal mentén jött létre az aktív, vizes barlang. A víz hőmérséklete 10 °C. Kicsi a vízhozama és közel van a forrásdelta omladékos zónájához.
1976-ban Böszörményi Lajos próbálta meg Czakó László és Fodor Géza biztosítóbúvárok felügyelete mellett átúszni a barlang É-i szifonját. Ekkor a vízzel szemben úszva talált az iszapos, nagyon szűk, 15 m hosszú járat után egy levegős termet. A terem után, 5 m-es vízmélységnél az aljzaton lévő agyag akadályozta meg a további rész bejárását. Ebben az évben Szabó Zoltán is átúszott a szifonon. Az 1976. évi MKBT Beszámoló szerint a barlangban lévő szifonban sikerült 8–10 m-re eljutni a könnyűbúvároknak. Ez a barlangrész 4 m mélyen szűkké és iszapossá válik, valamint a mennyezet aláhajlik.
Az 1976-ban befejezett, Bertalan Károly által összeállított kéziratban az olvasható, hogy az Alsó-hegyen, Bódvaszilason helyezkedik el az Acskói-barlang (Frank-barlang). A barlangnak az Acskó-forrástól É-ra kb. 100 m-re van a bejárata. Az Acskó-forráshoz vezeti a vizet a patakos barlang. A kézirat barlangot ismertető része 1 kézirat alapján készült. 1976-ban vált országos jelentőségű barlanggá az 5400-as (Aggteleki-karszt) barlangkataszteri területen lévő, bódvaszilasi Acskói-barlang. Az 1977. május 30-án összeállított, országos jelentőségű barlangok listáján már nincs rajta.

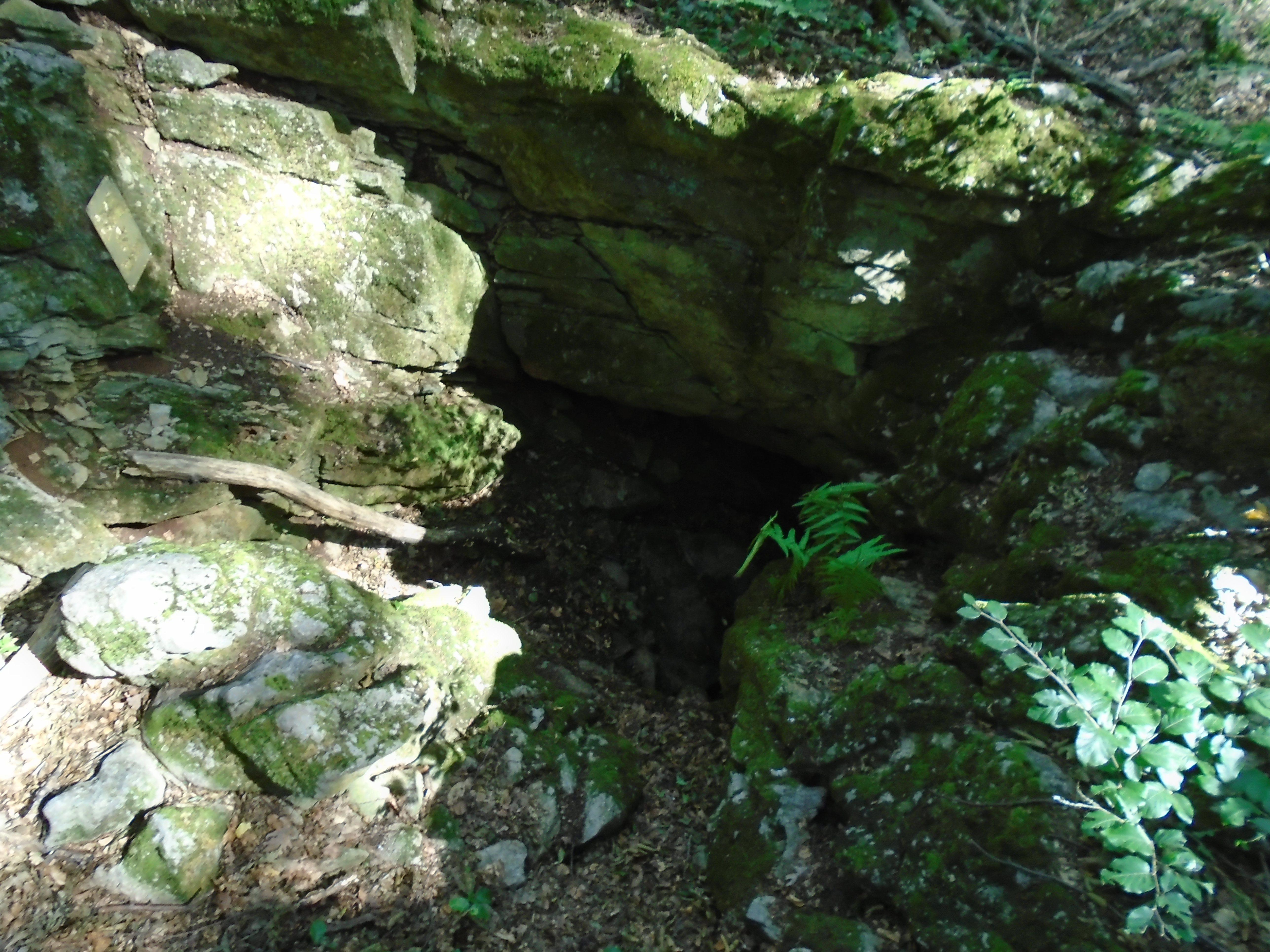
A Frank-barlang bejárata

1979-ben a Vass Imre Barlangkutató Csoport részére Rácz József határozott meg a barlang kitöltésének a pleisztocén vörösagyag mintáiból előkerült csontmaradványokat. Az anyag nagyon töredezett volt és csak körülbelüli meghatározást tett lehetővé. Előkerültek belőle csiga, lábatlan gyík, denevér, egér és pocok maradványok. Néhány rágott mag is előkerült, amelyek a rágcsálók régi jelenlétére utalnak. Valószínűleg elkülöníthetők a denevérek, de ehhez a feladathoz komplett összehasonlító anyag kell. Valószínűleg idősebb kitöltése, mint a környék üregeinek kitöltése. Az üledék nagy mennyiségű és Rácz József szerint a barlang ásatásra alkalmas.
1980 nyarán a Vass Imre Barlangkutató Csoport négy tagja, Bakos István, Cseri Béla, Kubassek János és Rózsa Géza szalmiákszesszel hígított fluoreszceinnel jelzett vízzel kimutatták a barlang és az Acskó-forrás hidrológiai kapcsolatát. A barlangon átfolyó vizet 16 óra elteltével a kevesebb mint 200 méterre fakadó Acskó-forrásban sikerült észlelni, majd később a Frank-barlang vize a Csörgő-forrásban is felbukkant. Az 1980-as években bejárati aknája körülbelül négy méter mélységig bezárult belekerült törmelék következtében. Az 1983. évi MKBT Beszámoló szerint az MHSZ Debreceni Könnyűbúvár Klub Barlangkutató Szakosztálya felderítő merülést végzett benne. Az 1984-ben kiadott, Magyarország barlangjai című könyv országos barlanglistájában szerepel az Aggteleki-karszton lévő barlang Acskói-barlang néven Frank-barlang névváltozattal. A listához kapcsolódóan látható az Aggteleki-karszt és a Bükk hegység barlangjainak földrajzi elhelyezkedését bemutató 1:500 000-es méretarányú térképen a barlang földrajzi elhelyezkedése.
1993 augusztusában nyitották meg újra a barlang bejáratát az elzáró törmelék eltávolításával és előkészítették a barlang lezárását a MAFC Barlangkutató Csoport tagjai. Az 1993. március–áprilisi MKBT Műsorfüzetben megjelent, hogy a KTM Természetvédelmi Hivatal egy plakátsorozat megjelenését tervezte, amelyen a magyarországi fokozottan védett barlangok szerepelnek, és ehhez diákat keresett. Előkészítés alatt állnak az Aggteleki-karszt fokozottan védett barlangjairól és a közeljövőben fokozottan védett barlangjairól készült plakátok, köztük a Frank-barlangot ábrázoló is. Ez a barlang is csillaggal lett megjelölve, amely azt jelenti, hogy leginkább erről a barlangról keres fényképet.
1993-ban a BEAC és a MAFC barlangkutatói készítették el a barlang alaprajz térképét, hossz-szelvény térképét és keresztszelvény térképeit. A felmérés alapján a barlang hossza 182,2 m, mélysége pedig 46,7 m. Az 1993. november–decemberi MKBT Műsorfüzetben napvilágot látott a MAFC barlangkutatóinak nyári munkájáról egy közlemény, amely szerint a Frank-barlang 180 m hosszú és 47 m mély. 1993. április 8-tól a környezetvédelmi és területfejlesztési miniszter 12/1993. (III. 31.) KTM rendelete szerint az Aggteleki-karsztvidéken lévő Frank-barlang fokozottan védett barlang. Földtani, hidrológiai és morfológiai értékei miatt lett fokozottan védett barlang.

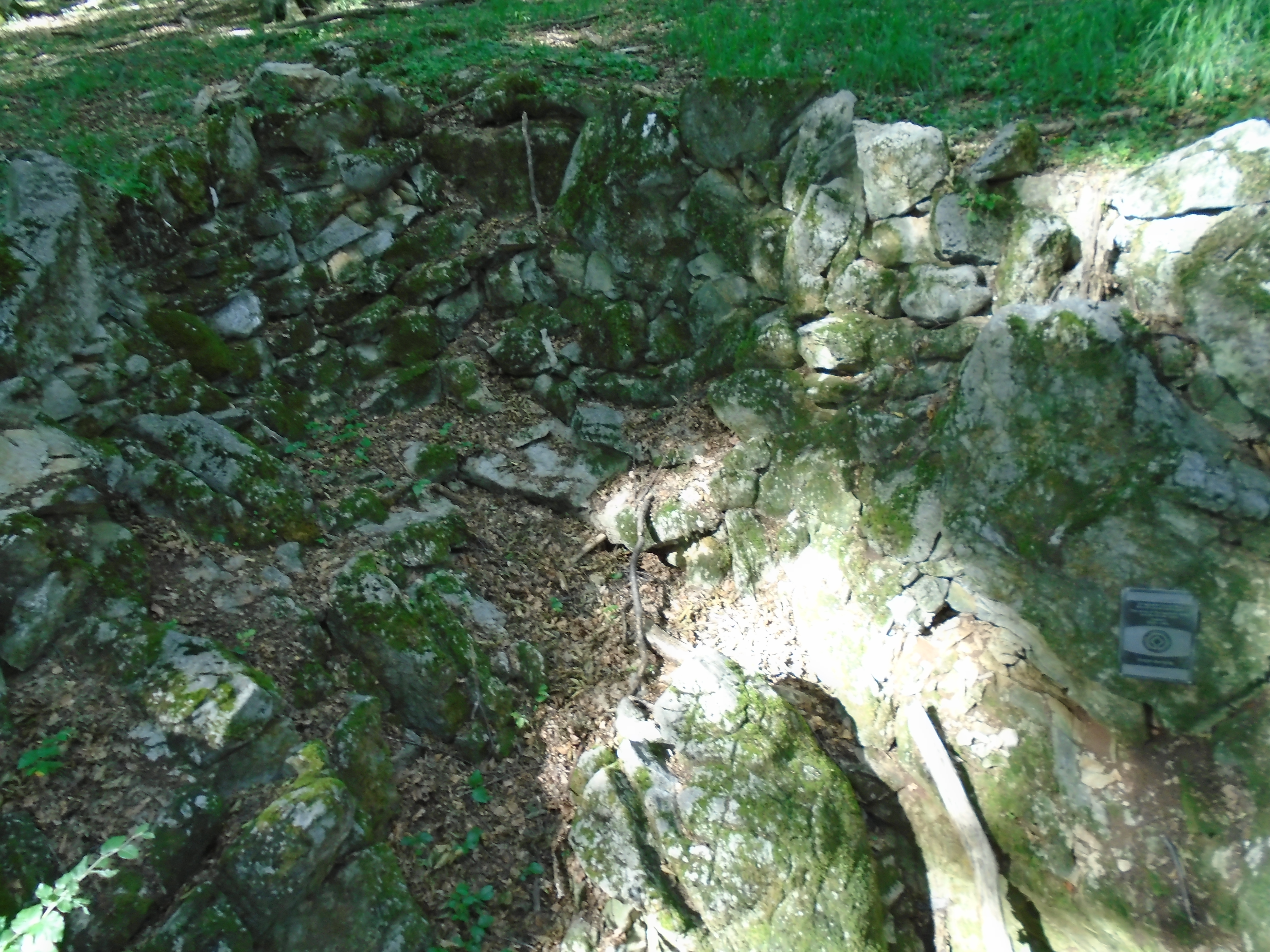
A Frank-barlang bejárata előtti berogyás

A barlang 1995 óta az Aggteleki-karszt és a Szlovák-karszt többi barlangjával együtt a világörökség része. 1996-ban biztonságosan egy mesterséges kőrakással kiépítették a barlang bejáratát a MAFC barlangkutatói az Aggteleki Nemzeti Park Igazgatóság megbízásából. A Nyerges Attila által 1997-ben készített szakdolgozat szerint a 48 m mély Frank-barlang az Alsó-hegy magyarországi részének 11. legmélyebb barlangja. A 12. legmélyebb (Búbánat-zsomboly) szintén 48 m mély.
1998. május 14-től a környezetvédelmi és területfejlesztési miniszter 13/1998. (V. 6.) KTM rendelete szerint az Aggteleki Nemzeti Park Igazgatóság illetékességi területén található Frank-barlang az igazgatóság engedélyével látogatható. Az 1998–1999. évi Karszt és Barlangban az olvasható, hogy az Acskó-forrás barlangrendszeréhez tartozik és ennek a barlangrendszernek egy rövid része, a 48 m mély Frank-barlang nemrég lett feltárva. 2001. május 17-től a környezetvédelmi miniszter 13/2001. (V. 9.) KöM rendeletének értelmében az Aggteleki-karsztvidék területén lévő Frank-barlang fokozottan védett barlang. Egyidejűleg a fokozottan védett barlangok körének megállapításáról szóló 1/1982. (III. 15.) OKTH rendelkezés hatályát veszti.
A 2002–2003. évi Karszt és Barlangban meg van említve, hogy Szenthe István említésre méltó barlangkutatási eredményei között van a Frank-barlang feltárása. A 2003-ban megjelent, Magyarország fokozottan védett barlangjai című könyvben részletesen ismertetve van a barlang. Az ismertetés szerint a barlang bejárata 357 m tengerszint feletti magasságban van. A barlang 182 m hosszú, 46,7 m függőleges kiterjedésű és 70 m vízszintes kiterjedésű. A BEAC és a MAFC barlangkutatói 1994-ben készítették el a barlang térképeit. Többször eltömődött a barlang bejárati aknája, ezért a barlang évekig megközelíthetetlen volt. A 2004–2005-ben kiadott, Koleszár Krisztián által írt kiadványban meg van említve a barlang neve a Bódvaszilason található fokozottan védett nyolc barlang között.
A 2005-ben napvilágot látott, Magyar hegyisport és turista enciklopédia című könyvben meg van említve, hogy Szenthe István eredménnyel kutatott az Alsó-hegyen lévő Frank-barlangban. 2005. szeptember 1-től a környezetvédelmi és vízügyi miniszter 22/2005. (VIII. 31.) KvVM rendelete szerint az Aggteleki Nemzeti Park Igazgatóság működési területén található Frank-barlang a felügyelőség engedélyével látogatható. 2005. szeptember 1-től a környezetvédelmi és vízügyi miniszter 23/2005. (VIII. 31.) KvVM rendelete szerint az Aggteleki-karsztvidéken lévő Frank-barlang fokozottan védett barlang. A 2006. évi Vespertilioban közölt tanulmány szerint 10 nagy patkósdenevért, egy közönséges denevért és 3 vízi denevért észleltek 2004. február 14-én a bódvaszilasi barlangban Boldogh Sándor, Štefan Matis és Peter Pjenčák. 2007. március 8-tól a környezetvédelmi és vízügyi miniszter 3/2007. (I. 22.) KvVM rendelete szerint az Aggteleki Nemzeti Park Igazgatóság működési területén lévő Frank-barlang az igazgatóság engedélyével tekinthető meg.

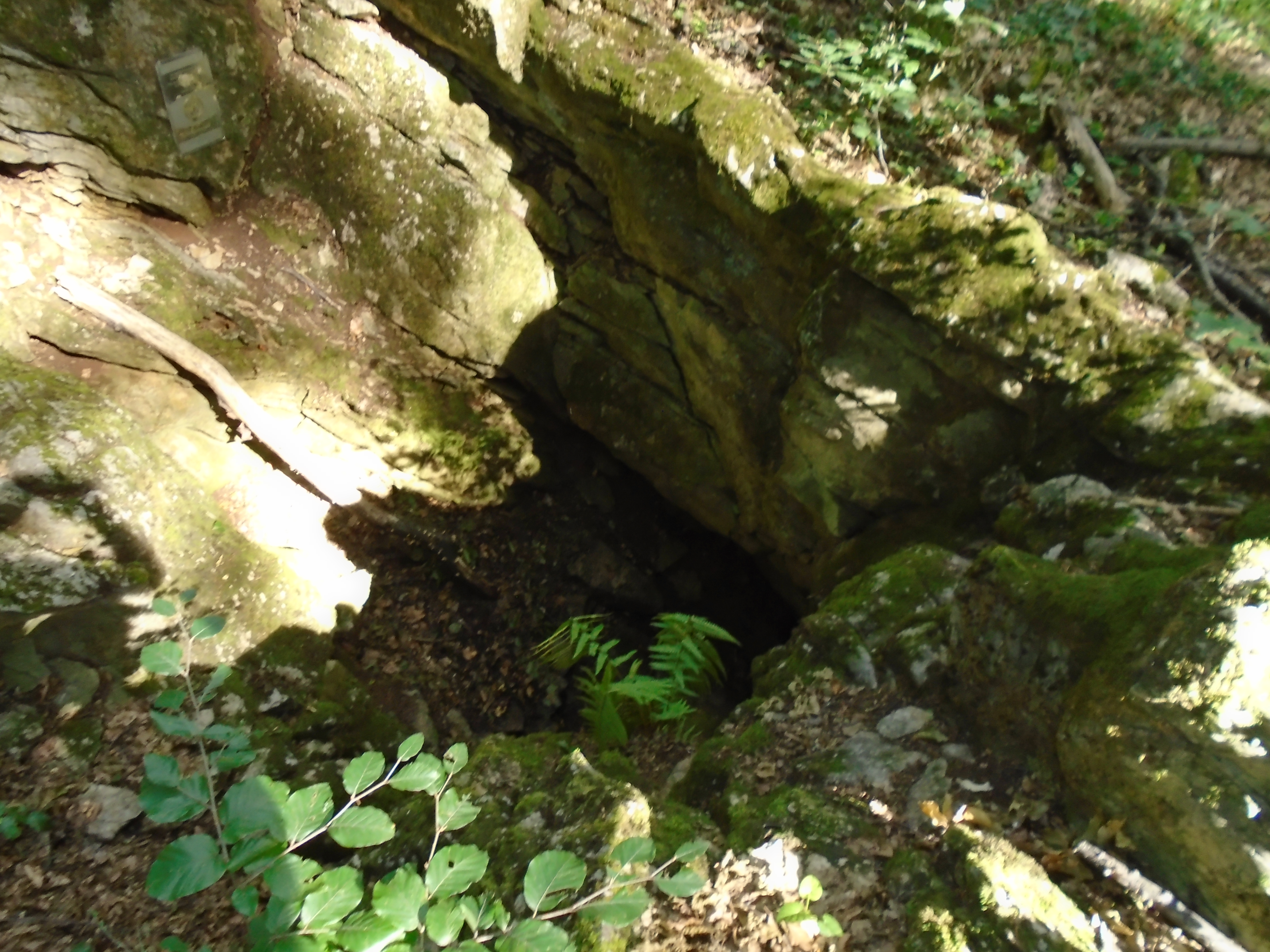
A Frank-barlang bejárata

A 2007-ben megjelent, Boldogh Sándor által írt összefoglaló munka szerint a Szögligeten található Frank-barlangnak 325 m tengerszint feletti magasságban van a bejárata. A barlang 182 m hosszú, 46,7 m mély és 79 m vízszintes kiterjedésű. Közvetlenül a mászási útvonalban kapaszkodik a telelő denevérek egy része, ezért el kell kerülni a barlang téli bejárását. A 2008. szeptember 27-én megrendezett XV. Lakatos Kupa kiadványában 48 méter mély barlangként szerepel. Nem volt a verseny helyszínei között. 2013. július 19-től a vidékfejlesztési miniszter 58/2013. (VII. 11.) VM rendelete szerint a Frank-barlang (Aggteleki Nemzeti Park Igazgatóság működési területe) az igazgatóság hozzájárulásával látogatható. 2015. november 3-tól a földművelésügyi miniszter 66/2015. (X. 26.) FM rendelete szerint a Frank-barlang (Aggteleki-karsztvidék) fokozottan védett barlang. A 2017-ben rendezett 61. Barlangnapon az egyik túracélpont volt.
Az Alsó-hegy karsztjelenségeiről szóló, 2019-ben kiadott könyvben az olvasható, hogy a Frank barlang (Acskói-barlang) 203 m hosszú és 46 m mély. A barlang azonosító számai: Szlovákiában 062, Magyarországon 5451/3. A könyvben publikálva lett a barlang alaprajz térképe, hosszmetszet térképe és 11 keresztmetszet térképe. Az alaprajz térképen látható a 11 keresztmetszet elhelyezkedése a barlangban. A barlangot ismeretlen időpontban a BEAC és a MAFC mérték fel, majd ismeretlen időpontban a BEAC és a MAFC a felmérés alapján megrajzolták a barlang térképeit. A térképeket 2016-ban Luděk Vlk digitalizálta. Publikálva lett két színes fénykép a könyvben, amelyek bemutatják a barlangot. Az egyik fényképen a barlang bejárata látható, a másik fényképen a barlang főfolyosója figyelhető meg. A kiadványhoz mellékelve lett az Alsó-hegy részletes térképe. A térképet Luděk Vlk, Mojmír Záviška, Ctirad Piskač, Jiřina Novotná, Miloš Novotný és Martin Mandel készítették. A térképen, amelyen fekete ponttal vannak jelölve a barlangok és a zsombolyok, látható a Frank-barlang (5451/3, 062) földrajzi elhelyezkedése. 2021. május 10-től az agrárminiszter 17/2021. (IV. 9.) AM rendelete szerint a Frank-barlang (Aggteleki Nemzeti Park Igazgatóság működési területe) az igazgatóság engedélyével látogatható. A 13/1998. (V. 6.) KTM rendelet egyidejűleg hatályát veszti.

## További irodalom
- Dénes György: [Alsóhegyi] zsombolyok, víznyelőbarlangok, egyéb barlangok. Kézirat, 1975. 2 old.
- Sásdi László – Nyerges Attila: Az Aggteleki Nemzeti Park barlangjai I. Aggteleki Nemzeti Park Igazgatóság. Jósvafő, 2000. (Kutatási jelentés.)
- Székely Kinga: A nemzeti park fokozottan védett barlangjai. In: Baross Gábor szerk.: Az Aggteleki Nemzeti Park. Mezőgazda Kiadó, 1998. 225–238. old.